# رشا الظنحاني
رشا الظنحاني هي سيدة أعمال إماراتية ورئيسة مجلس إدارة بابا روتى،  وتمتلك حقوق امتياز ترخيص باباروتى على كامل دول مجلس التعاون الخليجي والشرق الاوسط ورابطة الدول المستقلة وشمال أفريقيا والهند وباريس وسويسرا والبرازيل،  كما أنها صاحبة شركتيْ براند نويز للدعاية والأعلان وشركة رشا للاستثمارات.

## دراستها وحياتها المهنية
حصلت رشا الظنحاني على بكالوريوس إدارة أعمال تجارية مع مرتبة الشرف الأولى، من الكلية التقنية العليا بدبي، وبدأت الظنحانى حياتها المهنية في وظائف إدارية في قطاع البنوك ثم إنتقلت بعد ذلك إلى قطاع المشروعات العقارية، لأنها لم تجد التحديات التي تدفعها للإستمرار في هذا المجال لذلك إنتقلت إلى قطاع العقارات، ثم بعد ذلك أسست أعمالها الخاصة التي بدأت مع (Spa) خاص بالسيدات.
وقد تم افتتاح أول فرع لسلسلة مقاهى باباروتى كافية في دبى مول في سبتمبر 2009، وأصبحت سلسلة مقاهى باباروتى إحدى العلامات التجارية العالية الربح في المنطقة وقد توسع المشروع خلال خمسة سنوات ليصل إلى أكثر من 409 مقهى حول العالم منهم 53 فرع فقط في الشرق الاوسط وشمال أفريقيا يعمل فيهم 300 موظف. وتزور سيدة الأعمال تلك الفروع بصفة شهرية للتأكد من ضمان الجودة. وتعتبر السيدة رشا الظنحانى هي السيدة الأماراتية الأولى التي تتولى إدارة مشروع كهذا.

## فكرة المشروع
باباروتى«بن» هي في الأصل علامة تجارية ماليزية إستطاعت سيدة الأعمال تحويلها إلى مقهى وقد لقيت إعجاب العملاء من جميع أنحاء العالم. وقبل افتتاح المقهى الأول في الإمارات تدربت رشا الظنحاني بنفسها على صنع الكعكة الشهيرة التي يتم تقديمها لمدة تجاوزت شهر ونصف في ماليزيا، ثم رجعت بعدها إلى دبى لأفتتاح أول فرع وإفتتحت المشروع في البداية مع خمسة موظفين دربتهم بنفسها على مدار عام ونصف على صنع المشروبات والكعكة التي إشتهر بها باباروتى.

## الجوائز والتكريمات
إختارتها مجلة فوربس ضمن قائمة أقوى 200 امرأة عربية في 2014، حيث إحتلت المركز الـ56 على العالم العربي، والـ14 ضمن 26 امرأة إماراتية تم اختيارهن ضمن أقوى النساء العربيات.
كما حصلت على جائزة رائدة أعمال العام ضمن جوائز المرأة العربية في 2013، وجائزتين من صاحب السمو الشيخ محمد بن راشد آل مكتوم، نائب رئيس الدولة رئيس مجلس الوزراء حاكم دبي، لأفضل سيدة أعمال في 2012، وأفضل مشروع متوسط على مستوى الدولة.
حصلت على تكريم من جائزة الشيخ زايد على تفوقها العلمي.
في عام 2015، حصلت على جائزة أفضل رائدة أعمال عربية مقدمة من مجلس سيدات أعمال عجمان ونادي الإمارات لسيدات الأعمال.

## وصلات خارجية
- لقاء رشا الظنحاني مع شبكة رؤية عجمان الإعلامية.
- لقاء مع رشا الظنحاني الحاصلة ع جائزة أفضل رائدة أعمال ببرنامج سيدتي على روتانا خليجية.
- لفاء مع رشا الظنحانى «رئيس مجلس إدارة بابا روتى» على قناة CNN .
- لقاء مع رشا الظنحانى على تلفزيون الشارقة. «برنامج رائدات»